# Чирдилелианткари
Чирдилелианткари (груз. ჩირდილელიანთკარი) — село в Грузии, в муниципалитете Душети края Мцхета-Мтианети. 

## География
Село расположено в северной части края, в 8 километрах по прямой к юго-западу от центра муниципалитета Душети. Высота центра — 940 метров над уровнем моря.

## Население
По данным переписи населения 2014 года, в селе проживало 187 человек.
| Год  | Население |
| ---- | --------- |
| 2002 | 249       |
| 2014 | 187       |